# 卡普里JK酒店
卡普里JK酒店（JK Place Capri）是意大利南部卡普里岛上的精品豪华五星级酒店。它位于岛的西北部，阿纳卡普里镇的东北方，大港以西的主要道路上。该酒店成立于2007年，有22间客房，8间套房，.它坐落于19世纪晚期的别墅中，曾经属于富有的美国姐妹萨迪和凯特·伍尔科特-佩里。
弗罗默旅行指南称这家酒店胜在“对细节、优雅和美丽的景观的高度关注”。多林金德斯利旅行指南也把它描述为卡普里最时髦的酒店，里面有“古典雕像，古怪的物品，黑白照片和艺术书籍。”。